# Сальников, Александр Петрович
Александр Петрович Сальников (3 июля 1949, Севастополь, СССР — 17 ноября 2017, Киев, Украина) — советский баскетболист. Рост — 196 см. Один из сильнейших снайперов советского баскетбола. Заслуженный мастер спорта СССР (1974).
Окончил Киевский медицинский институт. В последнее время работал в БК «Киев».

## Биография
Воспитанник кубанского баскетбола. Сальников начал тренироваться в ДЮСШ города Туапсе у Виктора Петровича Фионова — заслуженного тренера России, своего первого тренера, открывшему ему дорогу в мировой баскетбол.
Окончив школу, он поступил в Краснодарский мединститут, где его и приметил молодой честолюбивый тренер Александр Банников, ученик Игоря Зеленова — мэтра кубанского баскетбола. Банников пригласил 17-летнего студента Сальникова в команду высшей лиги «Строитель» (Краснодар), а чуть позже — в сборную Краснодарского края. В 1971 году сборная Кубани впервые выиграла финал Спартакиады народов РСФСР. Одним из ведущих игроков, снайпером той команды был 22-летний Сальников.
Мимо такого игрока В. А. Шаблинский, тренер главной команды Украины и киевского «Строителя» пройти не мог, и с 1972 года Сальников уже играл в Киеве. На следующий год окончил Киевский медицинский институт и в составе киевского «Строителя» впервые стал бронзовым призёром чемпионата СССР.
В том же 1973 году Сальников дебютировал в сборной СССР и вместе с нею выиграл «Первый Всемирный фестиваль баскетбола» — турнир девяти сильнейших команд мира (с участием, в том числе, сборных Югославии, США, Кубы), проходивший в столице Колумбии Боготе под эгидой ФИБА.
В 1985 году поступил в Киевский институт физической культуры. Окончил в 1989 году и получил специальность «тренер по баскетболу».
В 1989 году уволился из рядов Советской Армии в звании майора медицинской службы.
В 1989 году был приглашён тренером в команду мужской высшей лиги варшавской «Легии» (Польша). Но после того как Сальников провёл несколько тренировок, президент клуба, оценив его физическую форму и мастерство, принял решение, чтобы он был на площадке не только тренером, но и игроком. Так он два года был играющим тренером в БК «Легия» (Варшава). С 1991 по 1993 год работал главным тренером БК «Легия» (Варшава). Профессиональную карьеру игрока закончил в 1991 году, когда ему исполнилось 42 года.
В 1993 году вернулся в Киев. С 1993 по 1994 год работал в Министерстве молодёжи и спорта Украины на должности государственного тренера мужской сборной команды Украины по баскетболу.
В 1994 году был приглашён в Ливан. Работал тренером мужской первой лиги города Сайда. В 1995 году стал тренером в команде чемпионата Ливана «Риади» (Бейрут), где проработал три года. На этом посту он сменил Ивана Едешко. В 1997 году под руководством главного тренера Александра Сальникова команда БК «Риади» стала чемпионом Ливана среди команд высшей лиги.
В течение 10 лет Александр Сальников работал спортивным директором в БК «Киев», созданного в 1999 году благодаря инициативе и усилиям прославленного олимпийского чемпиона 1988 года, первого украинца в НБА, президента ФБУ Александра Волкова. С участием Сальникова начиная с 2000 года в течение десятилетия БК «Киев» оставался одним из флагманов украинского баскетбола. За это время команда шесть раз становилась серебряным призёром чемпионата Украины, однажды — обладателем Кубка (2007), дважды была чемпионом страны. В 2005 году БК «Киев» стал серебряным призёром, а в 2006 году — бронзовым призёром Еврокубка ФИБА (FIBA EuroCup).
В мае 2009 года на Украине была создана Ассоциация баскетбольных клубов «Суперлига», работая в которой консультантом по спортивным вопросам, Сальников отвечал за разбор отчетов комиссаров матчей чемпионата и контроль за соблюдением дисциплинарных правил и регламента.

## Достижения
- Бронзовый призёр Олимпийских игр: 1976, 1980.
- Чемпион мира: 1974.
- Чемпион Европы: 1979, 1981.
- Серебряный призёр чемпионата мира: 1978.
- Серебряный призёр чемпионата Европы: 1975, 1977.
- Обладатель Межконтинентального кубка для сборных команд: 1975, 1977, 1979.
- Серебряный призёр чемпионата СССР: 1975, 1977.
- Бронзовый призёр чемпионата СССР: 1974.
- Чемпион Спартакиады народов СССР: 1975.
- Серебряный призёр Спартакиады народов СССР: 1979.
- Рекордсмен чемпионата СССР по количеству набранных очков в одном матче (66 очков) — ошибочное мнение. На самом деле рекордсменом чемпионатов СССР среди команд высшей лиги является Валдис Валтерс — 69 очков в одном матче.